# Buldaarse Rhapsodie
 Buldaarse Rhapsodie  is een verhaal uit de Belgische stripreeks Piet Pienter en Bert Bibber van Pom.

## Eerste versie
De oudste versie van dit verhaal verscheen voor het eerst in Het Handelsblad van 13 juli 1954 tot 17 november 1954.

### Personages
- Piet Pienter
- Bert Bibber
- Mijnheer Boem
- Boris Sirovsek
- Charel Vanganzen
- Diktator Bullebakski

### Albumversies
Buldaarse Rhapsodie kende anno 2021 nog geen volwaardige albumuitgave.

## Tweede versie
De nieuwste versie van dit verhaal verscheen voor het eerst in Gazet Van Antwerpen van 19 februari 1958 tot 20 juni 1958 en als nummer 9 in de reeks bij De Vlijt.

### Personages
- Piet Pienter
- Bert Bibber
- Tito Kravatski

### Albumversies
Buldaarse Rhapsodie verscheen in 1958 als album 9 bij uitgeverij De Vlijt. In 2000 gaf uitgeverij De Standaard het album opnieuw uit.